# Степанов Віктор Федорович
Степанов Віктор Федорович (21 травня 1947, Сєверо-Курильськ — 26 грудня 2005, Київ) — російський і український актор, Народний артист Росії (1995).

## Життєпис
Народився 21 травня 1947 року в місті Сєверо-Курильську Сахалінської області на острові Парамуширі, що входить до Курильської гряди, в родині моряка.
Закінчив режисерське відділення Тамбовського інституту культури (1972). Працював у Тамбовському обласному театрі ім. А. Луначарського, Сахалінському драматичному театрі ім. А. Чехова, в Санкт-Петербурзькому «Балтійському домі» (колишній «Ленком»).
Удостоєний призу «Визнання» на КФ «Віват кіно Росії!» (1997, Санкт-Петербург).

Могила Віктора Степанова

Помер після тяжкої хвороби у Києві 26 грудня 2005 року. Похований на Берковецькому кладовищі (ділянка № 2а).

## Фільмографія
- «Комедія помилок» (1978)
- «Прохіндіада, або Біг на місці» (1984)
- «Іван Павлов. Пошуки істини» (1984)
- «Михайло Ломоносов» (1984—1986, т/ф, 9 с., Ломоносов),
- «Холодне літо п'ятдесят третього…» (1987),
- «Загін спеціального призначення» (1987),
- «Вам що, наша влада не подобається?!» (1988),
- «Сірано де Бержерак» (1989),
- «СВ. Спальний вагон» (1989),
- «Мана» (1989),
- «Сходи» (1989),
- «Дежа Вю» (1989),
- «Війна на західному напрямку» (1990, т/ф, 6 с, генерал Чумаков)
- «Невідомі сторінки з життя розвідника» (1990),
- «Берег порятунку» (1990),
- «Анекдоти» (1990),
- «Біс в ребро» (1990),
- «За останньою межею» (1991),
- «Кисневий голод» (1990, прапорщик Гамалій),
- «Танго смерті» (1991, Метранпаж),
- «Бухта смерті» (1991),
- «Яр» (1991),
- «Міцний мужик» (1991)
- «Сократ» (1991)
- «Побачити Париж і померти» (1992),
- «Таємниця вілли» (1992),
- «Гонгофер» (1992),
- «Бухта смерті» (1992),
- «Рекет» (1992),
- «Дим» (1992),
- «Орландо» (1992, російський посол)
- «Нескорений» (2000, майор НКВС)
- «День народження Буржуя» (2000, міні-серіал, Гіві)
- «День народження Буржуя-2» (2001, міні-серіал, Гіві)
- 2002 — «Золота лихоманка» — Дубов